# Грузија на Светском првенству у атлетици у дворани 2003.
Грузија је четврто пут учествовала на Светском првенству у атлетици у дворани 2003. одржаном у Бирмингему од 14. до 16. марта. Репрезентацију Грузије представљао је један такмичар, који се такмичио у трци на 60 метара препоне.
Такмичар Грузије није освојио ниједну медаљу. 

## Учесници
Мушкарци:
- Давид Иларијани — 60 м препоне

## Резултати

### Мушкарци
| Атлетичар       | Дисциплина   | Лични рекорд | Квалификације     | Квалификације     | Полуфинале           | Полуфинале           | Финале               | Финале               | Детаљи |
| Атлетичар       | Дисциплина   | Лични рекорд | Резултат          | Место             | Резултат             | Место                | Резултат             | Место                | Детаљи |
| --------------- | ------------ | ------------ | ----------------- | ----------------- | -------------------- | -------------------- | -------------------- | -------------------- | ------ |
| Давид Иларијани | 60 м препоне | 8,23         | Није завршио трку | Није завршио трку | Није се квалификовао | Није се квалификовао | Није се квалификовао | Није се квалификовао |        |